# 青木梨紗
青木 梨紗（あおき りさ、1990年2月27日 - ）は、元九州朝日放送報道局報道部記者。元テレビ神奈川(tvk)の報道記者。

## 来歴・人物
転勤で転居を繰り返した後、1997年（小学2年生）に神奈川県横浜市に引っ越した。子どもの頃は周りが縄跳びをしている中、離れた場所で本を読んでいたほどの人見知りだったという。
神奈川県立希望ヶ丘高等学校、立教大学文学部卒業。大学在学中の2010年に横浜観光親善大使に選ばれた。その後アナウンサーを目指し、テレビ朝日アスクに通い、BS朝日『News Access』のキャスターや朝日ニュースター『ニュース解説 眼』のアシスタントを務めた。
2012年、九州朝日放送に入社。最初の3年間はテレビ営業局テレビ営業部に配属された。2015年より報道局報道部に異動。主に福岡県警察の担当記者を務めた。また、2016年の熊本地震の取材も行った。
2018年、九州朝日放送を退社。
2018年4月、テレビ神奈川に移籍し、報道局報道部記者兼平日夜の報道番組『News Link』のキャスターを務める。
2021年7月、テレビ神奈川を退社。
趣味はピアノと書道。マイブームは料理である。

## 過去の出演番組
学生キャスター時代
- News Access（BS朝日）
- ニュース解説 眼 - アシスタント（朝日ニュースター）

テレビ神奈川時代
- 選挙Link - キャスター
- Business Link （2019年4月5日 - 2020年3月27日）- MC
- News Link  （2018年4月2日 - 2021年7月7日）- 月～金曜→月～水曜キャスター